# Remedia
Remedia (Farmaceutica REMEDIA S.A.) este o companie care se ocupă cu distribuția de produse farmaceutice și cu vânzarea în farmacii din România.
Acționarul majoritar este Valentin-Norbert Tarus, președintele Consiliului de Administrație a companiei, cu o deținere de 71,05%, în timp ce fondul de investiții Artio Global Management LLC (fostul Julius Baer) are o participație mai mică de 5% din capitalul social.
În februarie 2009, acțiunile Farmaceutica Remedia au intrat la tranzacționare pe piața reglementată a Bursei de Valori București, după transferul de pe Rasdaq.
În 1999, Valentin-Norbert Tarus a cumpărat fostul oficiu farmaceutic Remedia, pentru care a plătit sub un milion de dolari.
Remedia acoperea atunci județele Hunedoara și Alba, unde și în prezent are o poziție solidă.
După câțiva ani a fuzionat companiile Remedia și Dita.
În prezent (mai 2009), 2/3 din cifra de afaceri a companiei o reprezintă segmentul de distribuție, retailul contribuind cu circa 30% la veniturile Farmaceutica Remedia.
Deține 50 de farmacii, majoritatea în județele Hunedoara, Alba și Sibiu.
Număr de angajați în 2009: 380
Cifra de afaceri:
- 2008: 134,5 milioane lei (36,6 milioane euro)[4]
- 2007: 106,8 milioane lei (32 milioane euro)[3]